# Oligonychus flechtmanni
Oligonychus flechtmanni är en spindeldjursart som beskrevs av Tuttle, Baker och Fatima Sales 1977. Oligonychus flechtmanni ingår i släktet Oligonychus och familjen Tetranychidae. Inga underarter finns listade i Catalogue of Life.